# 988 هـ
988 هـ هي سنة في التقويم الهجري امتدت مقابلةً في التقويم الميلادي بين سنتي 1580 و1581.

## وفيات
- فتح الله الكاشاني
- نويدي